# О’Доннелл, Стивен (футболист, 1992)
Стивен Джерард О’Доннелл (англ. Stephen Gerard O'Donnell; род. 11 мая 1992, Белсхилл, Стратклайд) — шотландский футболист, защитник клуба «Мотеруэлл».

## Клубная карьера

### Ранние годы
О’Доннелл был капитаном в юношеской команде «Абердина». Затем он перешёл в «Селтик», где помог команде выиграть молодёжный кубок Шотландии и национальный чемпионат среди юношей до 19 лет в сезоне 2010/11.

### «Партик Тисл»
В 2011 году О’Доннелл покинул «Селтик» и 23 августа подписал однолетний контракт с «Партик Тисл». 17 сентября он дебютировал, выйдя на замену в домашней игре против «Эр Юнайтед» (4:0). В сезоне 2012/13 О’Доннелл провёл 38 матчей, помог команде выйти в Премьер-лигу и дойти до финала шотландского кубка вызова. В том сезоне О’Доннелл был включён в символическую сборную года национального чемпионата.

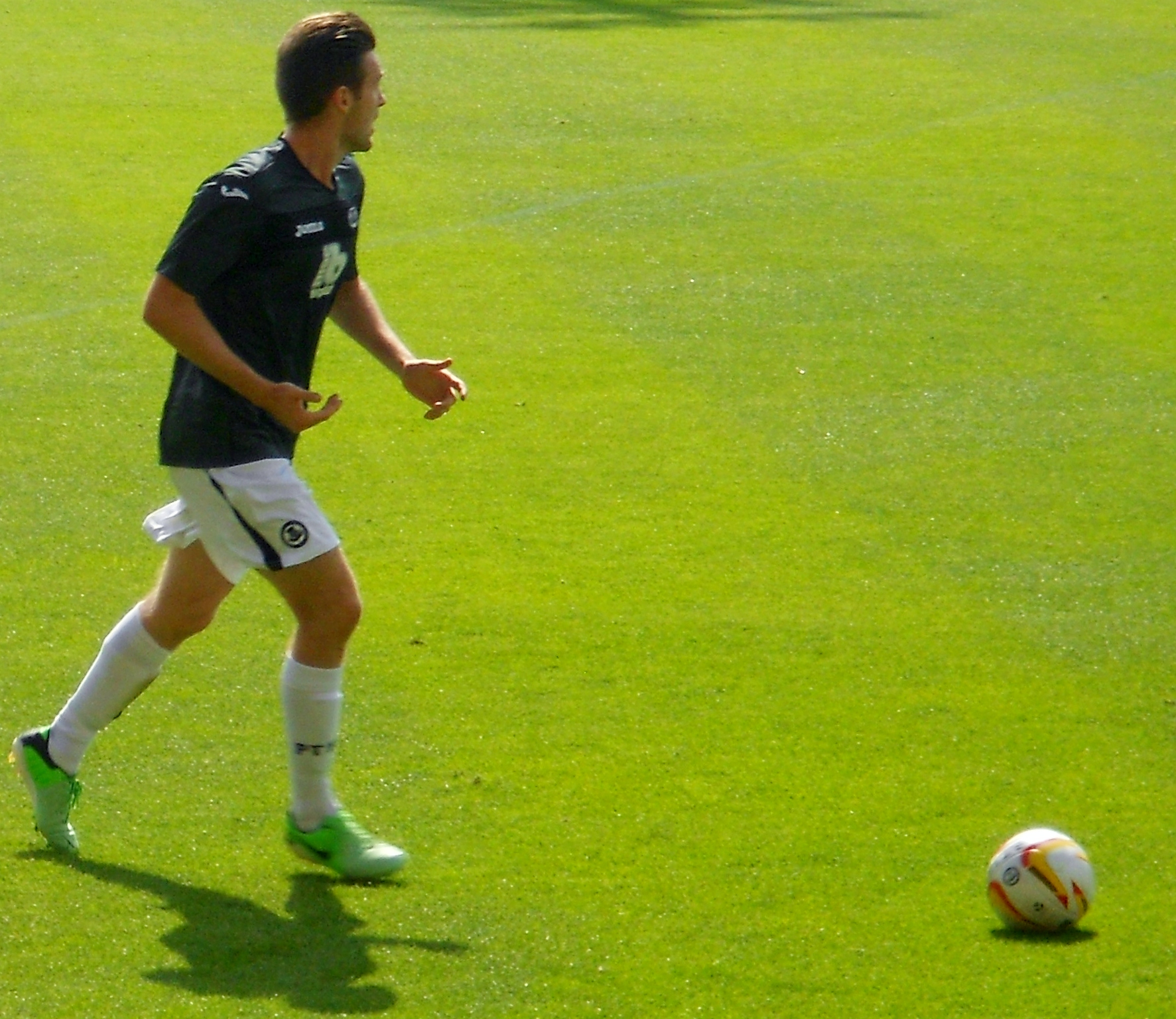
О’Доннелл в составе «Партик Тисл» во время товарищеского матча против АЕЛ в 2013 году.

27 января 2015 года «Блэкпул» увеличил первоначальное предложение за О’Доннелла с 50 000 до 125 000 фунтов стерлингов. Это предложение было принято шотландским клубом, но О’Доннелл отклонил личные условия, предложенные в Блэкпуле, в пользу того, чтобы доиграть оставшиеся шесть месяцев своего контракта. Он покинул «Партик Тисл» по истечении срока контракта в конце сезона 2014/15, сыграв за клуб 139 матчей.

### «Лутон Таун»
22 июня 2015 года О’Доннелл подписал двухлетний контракт с английским клубом «Лутон Таун». Он дебютировал 11 августа в домашней игре против «Бристоль Сити» в Кубке лиги. Первый гол состоялся 1 сентября в домашнем матче против «Лейтон Ориента» в розыгрыше Кубке футбольной лиги. Он закончил сезон 2015/16, сыграв 33 матча и забив один гол. О’Доннелл покинул клуб, когда его контракт истёк в конце сезона 2016/17.

### «Килмарнок»
4 июля 2017 года О’Доннелл подписал трёхлетний контракт с клубом «Килмарнок». После назначения Стива Кларка главным тренером «Килмарнока» О’Доннелл показал хорошие результаты и в мае 2018 года получил вызов в национальную сборную Шотландии. В августе 2019 года шотландский клуб предложил О’Доннеллу новый трёхлетний контракт. В январе 2020 года «Оксфорд Юнайтед» сделал предложение О’Доннеллу, но сделка не была завершена до закрытия трансферного окна. Он отклонил новый контракт с «Килмарноком» в конце сезона 2019/20.

### «Мотеруэлл»
13 августа 2020 года «Мотеруэлл» объявил о подписании О’Доннелла. 1 февраля 2021 года до конца сезона он согласовал новый контракт с «Мотеруэллом». 13 апреля О’Доннелл подписал новый двухлетний контракт с клубом.

## Карьера за сборную
В феврале 2013 года О’Доннелл сыграл один матч за молодёжную сборную Шотландии. В мае 2018 он получил свой первый вызов в национальную сборную Шотландии на товарищеские матчи против Перу и Мексики. О’Доннелл дебютировал за сборную 29 мая 2018 года в игре против Перу.
О’Доннелл попал в состав сборной Шотландии на чемпионат Европы 2020 и сыграл во всех трёх матчах групповой стадии на турнире. Его выступление в первом матче против Чехии подверглось критике, но затем похвалу после нулевой ничьи с Англией во второй игре.

## Клубная статистика
| Клуб        | Сезон      | Лига            | Лига  | Лига | Кубок | Кубок | Кубок лиги | Кубок лиги | Жругое | Жругое | Итог  | Итог |
| Клуб        | Сезон      | Дивизион        | Матчи | Голы | Матчи | Голы  | Матчи      | Голы       | Матчи  | Голы   | Матчи | Голы |
| ----------- | ---------- | --------------- | ----- | ---- | ----- | ----- | ---------- | ---------- | ------ | ------ | ----- | ---- |
| Партик Тисл | 2011/12    | Первый дивизион | 31    | 2    | 2     | 0     | 0          | 0          | 0      | 0      | 33    | 2    |
| Партик Тисл | 2012/13    | Первый дивизион | 29    | 2    | 2     | 0     | 2          | 0          | 5      | 0      | 38    | 2    |
| Партик Тисл | 2013/14    | Премьершип      | 27    | 0    | 0     | 0     | 3          | 1          | 0      | 0      | 30    | 1    |
| Партик Тисл | 2014/15    | Премьершип      | 34    | 5    | 2     | 0     | 2          | 0          | 0      | 0      | 38    | 5    |
| Партик Тисл | Итог       | Итог            | 121   | 9    | 6     | 0     | 7          | 1          | 5      | 0      | 139   | 10   |
| Лутон Таун  | 2015/16    | Лига 2          | 30    | 0    | 0     | 0     | 2          | 0          | 1      | 1      | 33    | 1    |
| Лутон Таун  | 2016/17    | Лига 2          | 30    | 1    | 3     | 2     | 2          | 0          | 4      | 0      | 39    | 3    |
| Лутон Таун  | Итог       | Итог            | 60    | 1    | 3     | 2     | 4          | 0          | 5      | 1      | 72    | 4    |
| Килмарнок   | 2017/18    | Премьершип      | 36    | 2    | 4     | 2     | 4          | 0          | —      | —      | 44    | 4    |
| Килмарнок   | 2018/19    | Премьершип      | 37    | 0    | 2     | 0     | 4          | 0          | —      | —      | 43    | 0    |
| Килмарнок   | 2019/20    | Премьершип      | 28    | 3    | 3     | 0     | 2          | 0          | 2      | 0      | 35    | 3    |
| Килмарнок   | Итог       | Итог            | 101   | 5    | 9     | 2     | 10         | 0          | 2      | 0      | 122   | 7    |
| Мотеруэлл   | 2020/21    | Премьершип      | 34    | 1    | 3     | 1     | 1          | 0          | 3      | 1      | 41    | 3    |
| Мотеруэлл   | 2021/22    | Премьершип      | 17    | 0    | 1     | 0     | 4          | 0          | —      | —      | 22    | 0    |
| Мотеруэлл   | Итог       | Итог            | 51    | 1    | 4     | 1     | 5          | 0          | 3      | 1      | 63    | 3    |
| Общий итог  | Общий итог | Общий итог      | 333   | 16   | 22    | 5     | 26         | 1          | 15     | 2      | 396   | 24   |

1. ↑  матчи в Шотландском кубке вызова
2. ↑  матч в Трофее Английской футбольной лиги
3. ↑  матчи в Трофее Английской футбольной лиги
4. 1 2  Appearances in UEFA Europa League

## Достижения

### «Патрик Тисл»
- Чемпион Первого дивизиона шотландской Футбольной лиги: 2012/13
- Финалист Шотландского кубка вызова: 2012/13